# Au TG
| TG ist das Kürzel für den Kanton Thurgau in der Schweiz. Es wird verwendet, um Verwechslungen mit anderen Einträgen des Namens Au zu vermeiden. |

Au ist eine Ortschaft der politischen Gemeinde Fischingen im Bezirk Münchwilen des Kantons Thurgau in der Schweiz. Die Streusiedlung am Hörnli umfasst neben einer Talsiedlung mit Kirche zahlreiche Weiler und Höfe im voralpinen Berggebiet.
Au war ab 1812 eine Ortsgemeinde in der Munizipalgemeinde Fischingen. Am 1. Januar 1972  fusionierte die Ortsgemeinde Au zur Einheitsgemeinde Fischingen.

## Geschichte

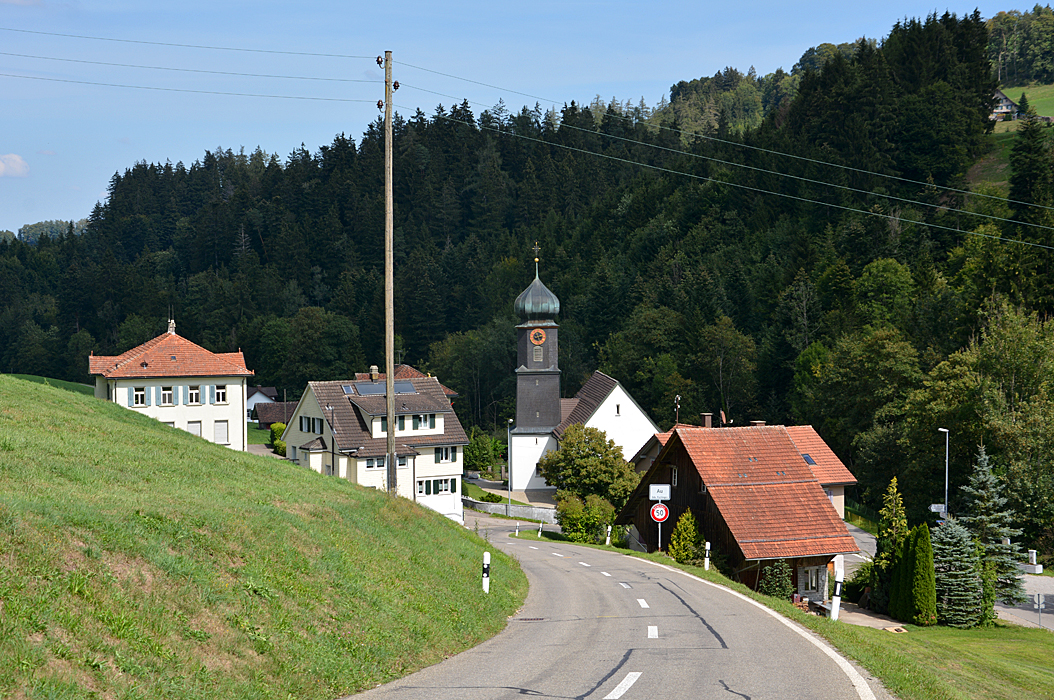
Au bei Fischingen.

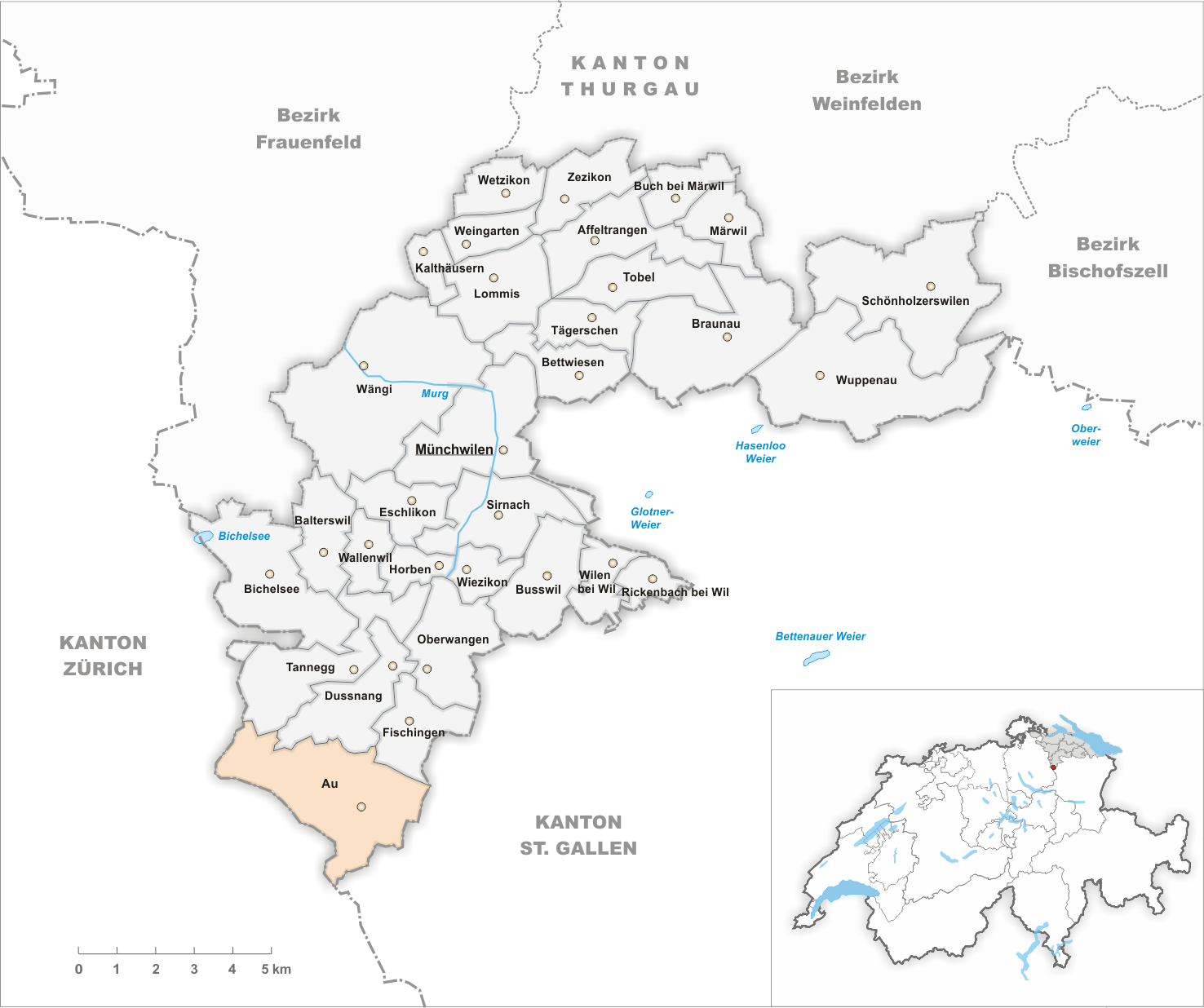
Gemeindestand vor der Fusion im Jahr 1972

Erstmals erwähnt wurde Au um 1160/70 als Ovwun (?) und 1275 als in der Owe. Im 11./12. Jahrhundert entstand eine Marienkapelle, die zur Pfarrei Dussnang gehörte. Nach der Inkorporation Dussnangs in das Kloster Fischingen im Jahr 1244 wurde Au vom Kloster aus versorgt, das bis 1798 auch die Gerichtsherrschaft innehatte. Seit 1852 besteht eine katholische Pfarrei, während die evangelischen Einwohner zur Kirchgemeinde Dussnang gehören.
Wichtigster Erwerbszweig war nach der Aufgabe des Ackerbaus die Viehwirtschaft. 1887 entstand eine Käserei. Die Weberei und die Stickerei boten vorübergehend Zuerwerb, konnten jedoch Armut und kontinuierliche Abwanderung nicht verhindern.

## Bevölkerung
| Jahr      | 1831 | 1850 | 1920 | 1970 | 2018 | 2023 |
| Einwohner | 764  | 434  | 319  | 275  | 137  | 128  |

Von den insgesamt 128 Einwohnern der Ortschaft Au am 31. Dezember 2023 waren 77 (60,2 %) römisch-katholisch und 26 (20,3 %) evangelisch-reformiert.

## Sehenswürdigkeiten

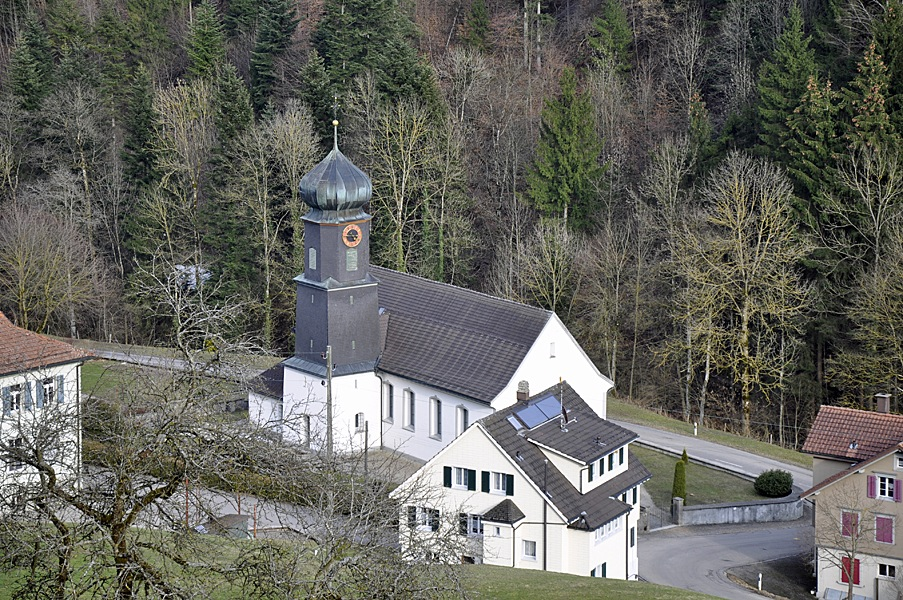
Katholische Kirche St. Anna
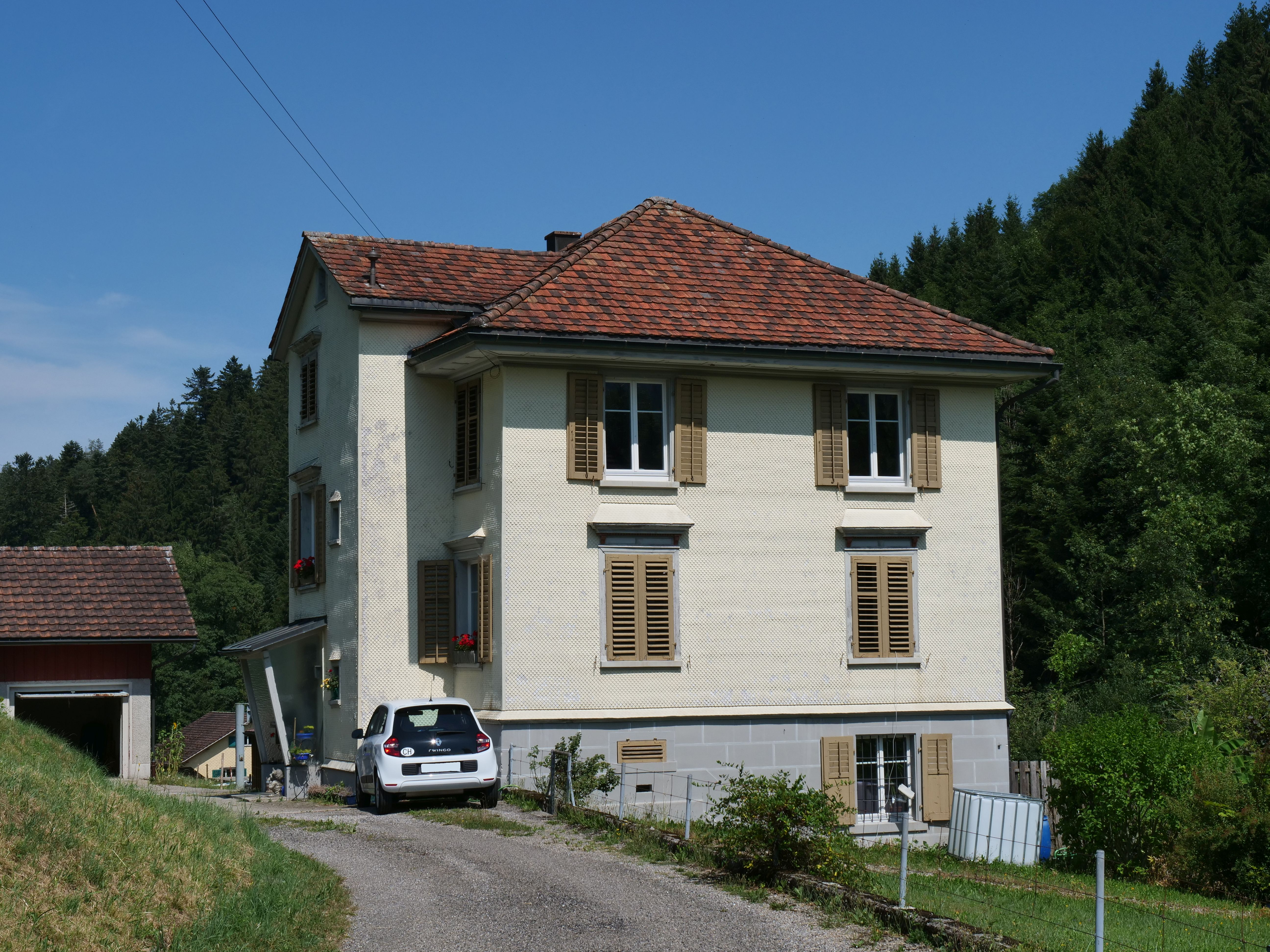
Katholisches Pfarrhaus
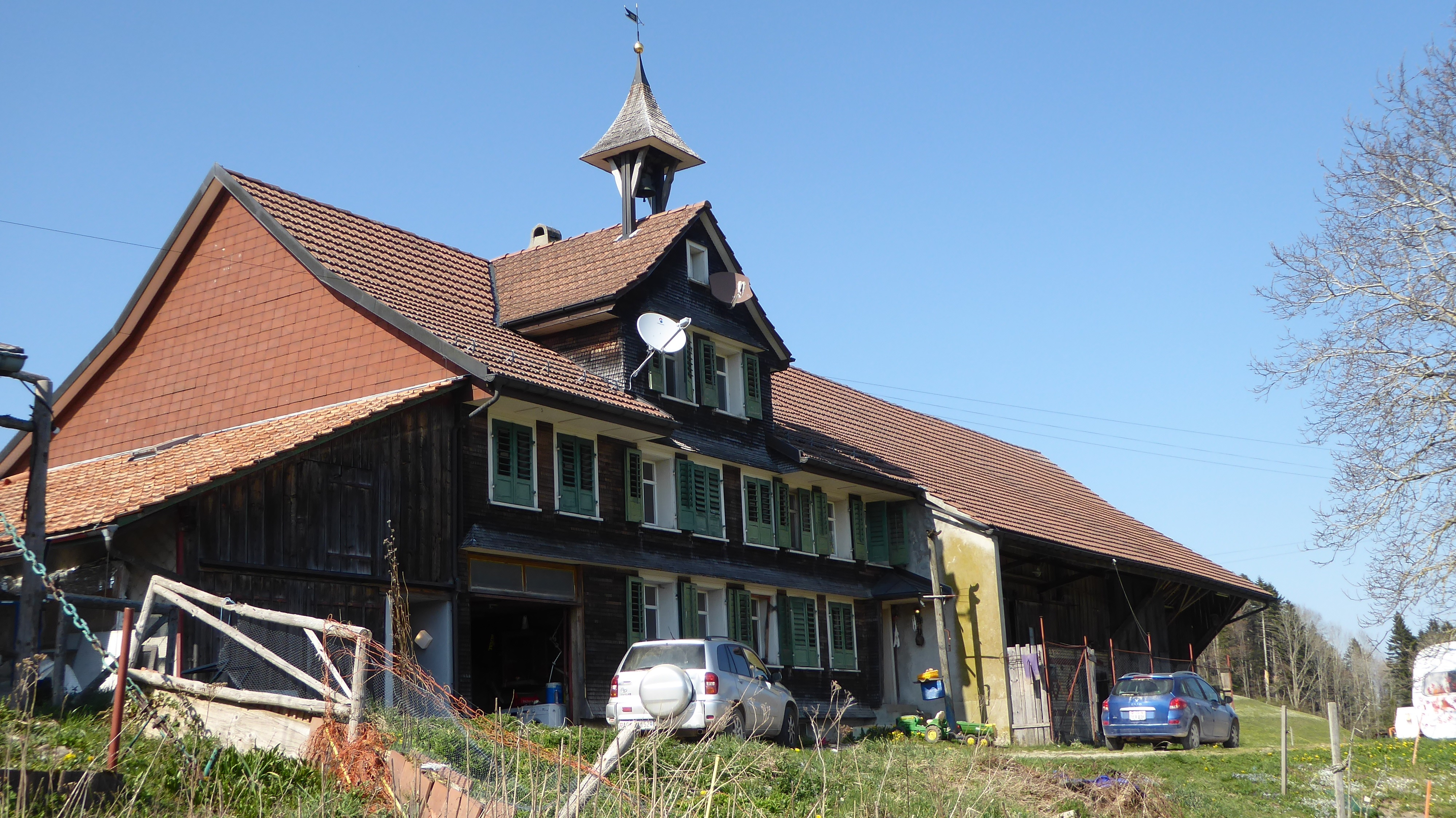
Bauernhaus Buchegg 3